# Steffen Weigold
Steffen Weigold (Oberndorf am Neckar, 9 april 1979) is een Duits voormalig wielrenner.

## Belangrijkste overwinningen
1999
- Duits kampioen veldrijden Beloften

2000
- Duits kampioen veldrijden Beloften

## Resultaten in voornaamste wedstrijden
| Jaar | Ronde van Italië | Ronde van Frankrijk | Ronde van Spanje |
| ---- | ---------------- | ------------------- | ---------------- |
| 2002 |                  |                     |                  |
| 2003 | buiten tijd      |                     |                  |
| 2007 |                  |                     |                  |

| Jaar | Ronde van Vlaanderen | Ronde van Lombardije | Parijs-Brussel |
| ---- | -------------------- | -------------------- | -------------- |
| 2002 | 78e                  |                      |                |
| 2003 |                      |                      |                |
| 2007 | 101e                 | 72e                  | 29e            |

## Ploegen
- 2001 - Team Gerolsteiner
- 2002 - Team Gerolsteiner
- 2003 - Team Gerolsteiner
- 2004 - Team Lamonta
- 2005 - Team Lamonta
- 2006 - Team Lamonta
- 2007 - Tinkoff Credit Systems